# Cottleville (Misuri)
Cottleville es una ciudad ubicada en el condado de St. Charles en el estado estadounidense de Misuri. En el Censo de 2010 tenía una población de 3075 habitantes y una densidad poblacional de 266,44 personas por km².

## Geografía
Cottleville se encuentra ubicada en las coordenadas 38°45′4″N 90°39′30″O / 38.75111, -90.65833. Según la Oficina del Censo de los Estados Unidos, Cottleville tiene una superficie total de 11.54 km², de la cual 11.54 km² corresponden a tierra firme y (0%) 0 km² es agua.

## Demografía
Según el censo de 2010, había 3075 personas residiendo en Cottleville. La densidad de población era de 266,44 hab./km². De los 3075 habitantes, Cottleville estaba compuesto por el 92.72% blancos, el 3.74% eran afroamericanos, el 0.2% eran amerindios, el 1.5% eran asiáticos, el 0% eran isleños del Pacífico, el 0.49% eran de otras razas y el 1.37% pertenecían a dos o más razas. Del total de la población el 1.76% eran hispanos o latinos de cualquier raza.